# Pelexia leucosticta
Pelexia leucosticta är en orkidéart som först beskrevs av Heinrich Gustav Reichenbach, och fick sitt nu gällande namn av Leslie Andrew Garay och Galfrid Clement Keyworth Dunsterville. Pelexia leucosticta ingår i släktet Pelexia och familjen orkidéer. Inga underarter finns listade i Catalogue of Life.